# Roy Thompson
Roy E. Thompson (* 6. August 1933 in Kensington, Saint Elizabeth Parish; † 2. Oktober 2021 in Saint Andrew) war ein jamaikanischer Polizeibeamter. Er war von 1991 bis 1993 Polizeichef (Police Commissioner) des Landes.

## Wirken
Thompson wurde nach 41 Jahren und zwei Monaten Polizeidienst in der Jamaica Constabulary Force (JCF) pensioniert. Am 20. Oktober 2000 wurde er zum Custos rotulorum für den Portland Parish ernannt. 2013 legte er dieses Amt aus gesundheitlichen Gründen nieder.

## Auszeichnungen
- Commander des Order of Distinction (CD)[4]
- 2012: Governor General’s Achievement Award, Grafschaft Surrey[5]